# Françoise Thom
Françoise Thom (Strasburgo, 1951) è una storica e scrittrice francese, sovietologa, docente di storia contemporanea alla Sorbonne di Parigi. Specialista nella Russia post-comunista, è autrice di lavori e analisi politiche su quel Paese e i suoi leader.

## Biografia
Françoise Thom è nata a Strasburgo nel 1951 I suoi genitori sono René Thom, un matematico noto per la sua teoria delle catastrofi e vincitore della Medaglia Fields, e di Suzanne Helmlinger. Françoise ha due fratelli, Elizabeth e Christian.
Thom ha una laurea in russo.

## Carriera
Ha vissuto per tre anni in Unione Sovietica, poi ha insegnato russo nelle scuole secondarie di Ferney-Voltaire e Calais. È ricercatrice associata presso l'Institut français de polémologie. Nel 1983 ha scritto una tesi intitolata "La Langue de bois soviétique: descrizione, ruolo e funzionamento", diretta da Alain Besançon presso la School for Advanced Studies in the Social Sciences.
Successivamente è stata nominata docente di storia contemporanea all'Università della Sorbona di Parigi. Nel 2011 ha presentato una tesi di abilitazione universitaria dal titolo "De l'URSS à la Russie (1929-2011). Politique intérieure, politique étrangère, les imbrications", di cui Olivier Forcade  è stato supervisore, all'Università Paris-Sorbonne.
Ha pubblicato la sua tesi in un libro intitolato La Langue de bois, nel 1987. Ha anche pubblicato L'École des barbares' , con Isabelle Stal, nel 1985, Le Moment Gorbatchev (1989), e Le Fins du communisme (1994).
Nel 1998 è coautrice, con Jean Foyer, Jacques Julliard e Jean-Pierre Thiollet, del libro La Pensée unique - Le vrai procès. Ha raccolto e tradotto le memorie e le analisi di Sergo Beria, figlio di Lavrentiy Beria, pubblicate nel 1999 con il titolo Beria, mon père: au cœur du pouvoir stalinien. Nel 2013 ha pubblicato una biografia di Beria, dal titolo Beria. le Giano del Cremlino. Nel 2018 ha pubblicato Comprendre le poutinisme ("Capire il putinismo"), in cui ricorda l'ex appartenenza di Vladimir Putin al KGB e studia la "propaganda del potere russo".

## Vita privata
Nell'aprile 2005 ha sposato lo storico Georges Mamoulia.

## Opere
- L'École des barbares, con Isabelle Stal, Parigi, Julliard, 1985
- La langue de bois, Parigi, Julliard, 1987
- Les fins du communisme, Parigi, Critérion, 1994
- Le Moment Gorbatchev, Parigi, Hachette, 1989
- Les Occidentaux devant la fin de l’Union soviétique, Commentaire, no 118, febbraio 2007, p. 373-382
- Beria: Le Janus du Kremlin, Parigi, Cerf, 2013 ISBN 978-2204101585
- Géopolitique de la Russie, con Jean-Sylvestre Mongrenier, Parigi, PUF, coll. «Que sais-je?», 2016
- Le parti russe en France, Commentaire, febbraio 2016, p. 432-436
- Comprendre le poutinisme, Paris/Perpignan, Desclée De Brouwer, 2018 ISBN 978-2-220-09426-7
- La Marche à rebours. Regards sur l’histoire soviétique et russe, Parigi, Sorbonne Université Presses, coll. «Mondes contemporains», 2021 ISBN 979-10-231-0686-2
- Poutine ou l'obsession de la puissance, Litos, 2022

### Curatrice scientifica
- Sergo Beria, Beria, mon père: au cœur du pouvoir stalinien, Plon/Critérion, 1999 ISBN 9782259190169